# Eddy Sánchez
Demetrio Eduardo «Eddy» Sánchez Iglesias (n. 1973) es un economista y político venezolano radicado en España, que desempeñó el cargo de coordinador de Izquierda Unida Comunidad de Madrid (IU-CM) entre 2012 y 2014.

## Biografía
Nacido el 1 de septiembre de 1973 en Maracay (Venezuela), hijo de padre cubano y madre española, Sánchez se trasladó a los 14 años de edad a España, donde se afilió joven a Comisiones Obreras (CC.OO.) y a la Juventud Comunista. Estudió derecho en la Universidad de Salamanca (USAL)  y se licenció en Ciencias Políticas y Sociología por la Universidad Complutense de Madrid (UCM). Sánchez residió en diferentes ciudades españolas (Toledo, Salamanca y Motril) antes de establecerse en el distrito madrileño de Puente de Vallecas.
Militante del Partido Comunista de España (PCE), se presentó en el número 16 de la candidatura de Izquierda Unida de la Comunidad de Madrid-Los Verdes (IUCM-LV) para las elecciones a la Asamblea de Madrid de 2011. Al obtener la lista únicamente 13 escaños, Sánchez no fue elegido entonces diputado del parlamento regional.
Sánchez, que había trabajado como investigador asociado para el Departamento de Economía Aplicada de la UCM y como técnico en la Asamblea de Madrid, resultó elegido coordinador de Izquierda Unida Comunidad de Madrid (IU-CM) en diciembre de 2012, imponiéndose en la votación de delegados a Esther Gómez y Tania Sánchez. También ha colaborado en la Fundación de Investigaciones Marxistas (FIM). Presentó su dimisión como coordinador en diciembre de 2014, tras la victoria de Tania Sánchez en las primarias de IU-CM para seleccionar un aspirante a la presidencia de la Comunidad de Madrid.
Se convirtió en diputado de la ix legislatura de la Asamblea de Madrid el 19 de febrero de 2015, ocupando el escaño vacante por la renuncia de María Espinosa de la Llave, que precisamente había dejado el partido junto a Tania Sánchez para impulsar un proyecto político diferente.